# Janiva Magness
Janiva Magness (30 de enero de 1957) es una cantante y compositora estadounidense de blues y soul.
La Blues Foundation nombró a Magness: B.B. King Artista del Año, en 2009, siendo solamente la segunda mujer en conseguirlo después de Koko Taylor. En el mismo año fue nombrada Contemporary Blues Female Artist of the Year, que ya había ganado en 2006 y 2007 y estuvo nominado otra vez en 2012. Desde 2006,  ha tenido 22 nominaciones similares.

## Vida y carrera
Magness nació en Detroit, Míchigan, pero en su adolescencia padeció la tragedia de perder a sus padres por suicidio. Colocada en una serie de casas adoptivas, Magness quedó embarazada a la edad de 17 años y dio a su hija en adopción.
Su primera influencia fue la colección de discos de su padre, pero Magness asistió a un concierto de Otis Rush en Minneapolis y aquello cambió su punto de vista. Magness ha recordado luego: "Otis tocó como si su vida dependiera de ello. Había una intensidad desesperada, absoluta. Supe que cualquier cosa que fuera,  necesitaba más de ella." Cuando estudiaba para ser ingeniera de grabación,  trabaja en un estudio de grabación en Saint Paul, Minnesota y en una sesión la inducen a intervenir cantando como corista.
A partir de esa experiencia empezó a hacer coros para Kid Ramos y R. L. Burnside y se dirigió a Phoenix, Arizona donde forma su propia banda, el Mojomatics.  Disfrutaron de éxito local antes de que Magness se trasladara en 1986 a Los Ángeles. Su primer álbum More Than Live se publicó en 1991, su segunda publicación se tituló It Takes One to Know One y apareció en 1997.  En 1999, Magness protagonizó la obra It Ain't Nothin' But The Blues, en el David Geffen Theater en Westwood, Los Ángeles, California.
Tres CD independientes siguieron antes de que Magness firmara un contrato de registro para NorthernBlues Music. Con este sello publican Bury Him at the Crossroads (2004) y Do I Move You? (2006). Ambos álbumes coproducidos por Magness y Colin Linden. Do I Move You? logra el núm. 8 en la Lista Billboard de Álbumes de Blues.
En 2008, Magness firmó con Alligator Records realizando What Love Will Do. El Sun-Times de Chicago declaró, " Magness vigoriza cada canción con una honradez brutal." Giró ampliamente con el repertorio del álbum por Canadá, Europa y a través de los Estados Unidos.
The Devil Is an Angel Too apareció en 2010 y Stronger For It en 2012. El último incluyó algunas canciones propias, el primer álbum en hacer este esfuerzo desde sus comienzos en 1997.
En 2013, Magness fue nominada en cinco categorías para los Premios de Música de Blues.
En 2014 dejó Alligator Records relanzando su etiqueta propia Fathead Records y publicando el álbum Original, diciendo sobre él: " he tenido una carrera entera hasta este punto siendo intérprete de las canciones de otras personas. Y me ha ido bien con eso. Pero se hace necesario de cambiar de orientación. Este disco se ha titulado Original porque sus once pistas son originales. Soy la coescritora en siete de las once pistas."
Magness Ganó su séptimo B.M.A., en la categoría 'Contemporary Blues Female Artist' en el 2015, en la ceremonia de los Blues Music Awards.

## Festivales
Magness ha actuado en varios festivales de música incluyendo Notodden Blues Festival (en 2007 y 2008), y Memphis en mayo (en 2006 y 2010).

## Vida personal
Magness es portavoz nacional para Programas Familiares Casey, promoviendo el Mes de Cuidado Adoptivo Nacional y la Liga del Bienestar del Niño.

## Discografía

### Álbumes
| Year | Title                                                     | Record label        |
| ---- | --------------------------------------------------------- | ------------------- |
| 1991 | More Than Live                                            | Fathead Records     |
| 1997 | It Takes One to Know One                                  | Fathead Records     |
| 1999 | My Bad Luck Soul                                          | Blues Leaf Records  |
| 2001 | Blues Ain't Pretty                                        | Blues Leaf Records  |
| 2003 | Use What You Got                                          | Blues Leaf Records  |
| 2004 | Bury Him at the Crossroads                                | NorthernBlues Music |
| 2006 | Do I Move You?                                            | NorthernBlues Music |
| 2008 | What Love Will Do                                         | Alligator Records   |
| 2010 | The Devil is an Angel Too                                 | Alligator Records   |
| 2012 | Stronger for It                                           | Alligator Records   |
| 2014 | Original                                                  | Fathead Records     |
| 2016 | Love Wins Again                                           | Blue Élan Records   |
| 2017 | Bkye Again (EP)                                           | Blue Élan Records   |
| 2018 | Love Is an Army                                           | Blue Élan Records   |
| 2019 | Change In The Weather – Janiva Magness Sings John Fogerty | Blue Élan Records   |
| 2022 | Hard To Kill                                              | Fathead Records     |